# قلعه کردی زشک
قلعه کردی زشک نام دژی تاریخی مربوط به سدهٔ ۷ تا ۹ قمری است و در شهرستان بینالود، یک کیلومتری جنوب‌غربی زشک واقع شده و این اثر در تاریخ ۶ مهر ۱۳۸۴ با شمارهٔ ثبت ۱۳۴۲۳ به‌عنوان یکی از آثار ملی ایران به ثبت رسیده است.